# نيو ماريلاند (نيو برونزويك)
نيو ماريلاند (بالإنجليزية: New Maryland, New Brunswick)‏ هي بلدة تقع في كندا في Greater Fredericton. يقدر عدد سكانها بـ 4,248 نسمة ومساحتها 21.23 كم2 .